# Liệu pháp chuyển đổi
Liệu pháp chuyển đổi hay chữa trị đồng tính là một liệu pháp thay đổi xu hướng tính dục hoặc là một liệu pháp tâm thần dựa trên giả thuyết rằng "đồng tính luyến ái là một rối loạn tâm thần và người ta nên thay đổi thiên hướng tình dục đồng tính của mình". Họ dùng những kỹ thuật như sửa đổi hành vi (behavior modification), liệu pháp ác cảm (aversion therapy), tâm lý phân tích, liệu pháp bản chất (primal therapy), EMDR và liệu pháp đền bù (reparative therapy).
Những giải pháp phẫu thuật bao gồm cắt tử cung, cắt buồng trứng, cắt âm vật, hoạn, cắt ống dẫn tinh, phẫu thuật dây thần kinh pudic, phẫu thuật thùy não. Những giải pháp khác bao gồm liệu pháp hoóc môn, sốc thuốc, liệu pháp kích thích tình dục và giảm ham muốn tình dục, giảm ác cảm đối với dị tính luyến ái, sốc điện, liệu pháp nhóm (group therapy) và thôi miên.
Tuy vậy, theo Tổ chức Y tế thế giới thì thiên hướng tình dục không phải là một rối loạn tâm thần nên họ không khuyến khích áp dụng liệu pháp chuyển đổi trừ khi chính bản thân người đó mong muốn.
Năm 1952, nhà toán học Alan Turing bị kết án vì đã có quan hệ đồng tính luyến ái với một người đàn ông ở Manchester. Ông bị tù treo và phải dùng liệu pháp Hoóc môn. Ông qua đời năm 1954. Cuộc điều tra cái chết của ông cho thấy ông đã tự tử bằng cách ăn một quả táo có tẩm chất độc xyanua.

Bản đồ pháp luật các quốc gia về liệu pháp thay đổi xu hướng tính dục và thay đổi bản dạng giới với trẻ vị thành niên.
Cấm liệu pháp chuyển đổi xu hướng tính dục và bản dạng giới
Chỉ có bác sĩ bị cấm thực hiện liệu pháp chuyển đổi
Cấm tùy theo mỗi trường hợp
Cấm liệu pháp chuyển đổi đang chờ xử lý hoặc đề xuất
Không cấm liệu pháp chuyển đổi